# Chery eQ5 Ant

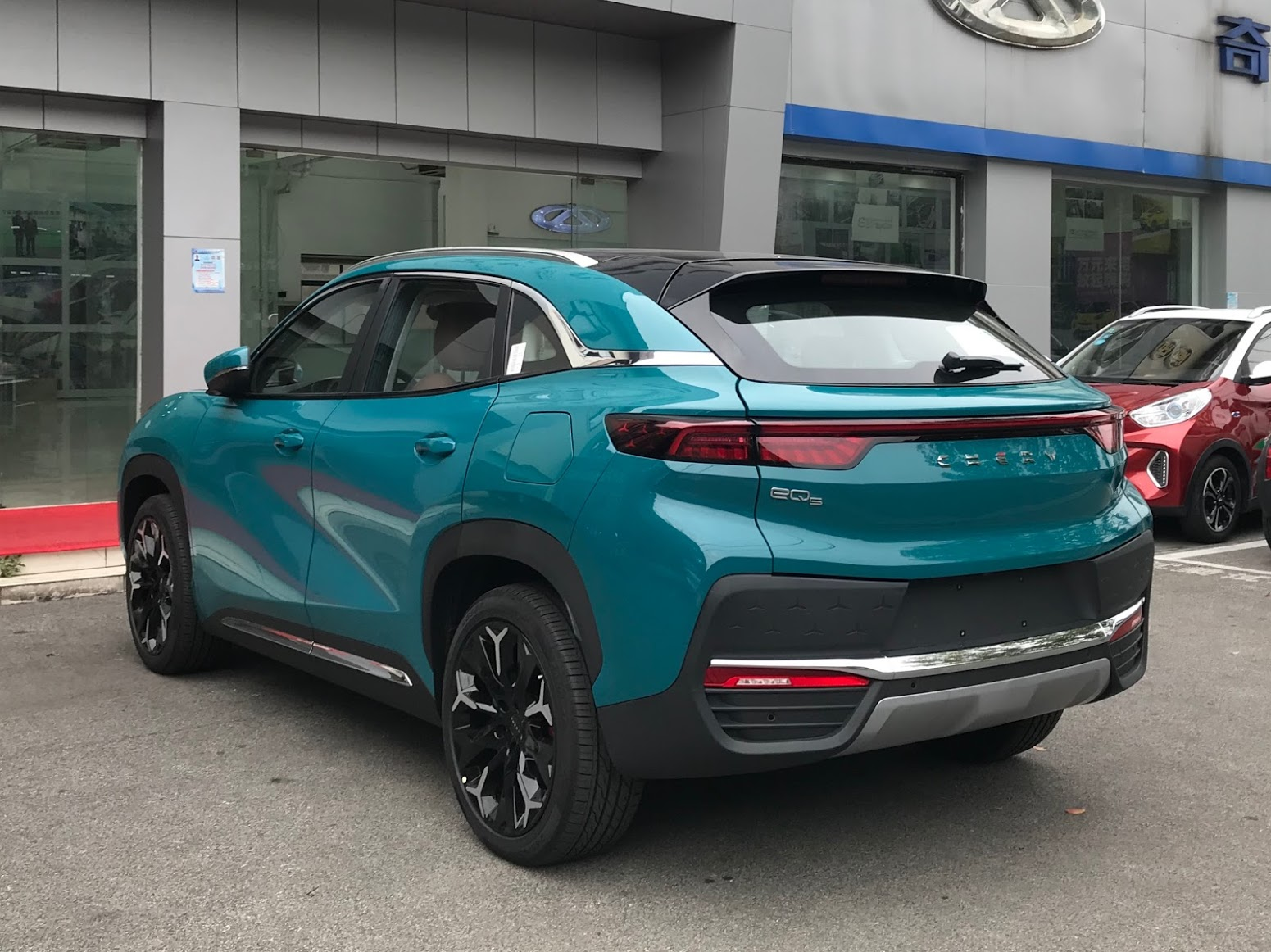
Heckansicht

Der Chery eQ5 Ant ist ein batterieelektrisch angetriebenes Sport Utility Vehicle des chinesischen Automobilherstellers Chery Automobile.

## Geschichte
Im August 2019 gab der Hersteller bekannt, eine neue Plattform für rein elektrisch angetriebene Fahrzeuge entwickelt zu haben. Die ersten Bilder eines elektrisch angetriebenen Chery-SUV wurden Ende 2019 vorzeitig über das Internet verbreitet. Berichte von Testfahrten wurden im Februar 2020 bekannt. Die offizielle Vorstellung des eQ5 Ant erfolgte schließlich im August 2020, einen Monat später kam er auf dem chinesischen Heimatmarkt in den Handel. Bereits Mitte 2022 endete die Produktion der Baureihe. Das Nachfolgemodell eQ7 kam im August 2023 auf den Markt.

## Technik
93 Prozent der Karosserie des Fahrzeugs soll aus Aluminium bestehen. Dadurch ist das Fahrzeug deutlich leichter als vergleichbare Modelle der Konkurrenz. Zum Marktstart war der eQ5 Ant nur mit Hinterradantrieb und einem Lithium-Ionen-Akkumulator mit einem Energieinhalt von 70,1 kWh erhältlich. Die Reichweite wurde hier nach NEFZ mit 510 km angegeben. Eine Version mit Allradantrieb und einer Reichweite nach NEFZ von 620 km war angekündigt, folgte aber nie.
|                            | eQ5 Ant                             | eQ5 Ant                             | eQ5 Ant                             |
| -------------------------- | ----------------------------------- | ----------------------------------- | ----------------------------------- |
| Bauzeitraum                | 2020–2021                           | 2020–2022                           | 2021–2022                           |
| Motorkenndaten             |                                     |                                     |                                     |
| Motorart                   | Permanentmagnet-Synchronmotor       | Permanentmagnet-Synchronmotor       | Permanentmagnet-Synchronmotor       |
| max. Leistung              | 120 kW (163 PS)                     | 130 kW (177 PS)                     | 150 kW (204 PS)                     |
| max. Drehmoment            | 250 Nm                              | 280 Nm                              | 295 Nm                              |
| Kraftübertragung           |                                     |                                     |                                     |
| Antrieb                    | Hinterradantrieb                    | Hinterradantrieb                    | Hinterradantrieb                    |
| Getriebe                   | Festes Übersetzungsverhältnis       | Festes Übersetzungsverhältnis       | Festes Übersetzungsverhältnis       |
| Messwerte                  |                                     |                                     |                                     |
| Höchstgeschwindigkeit      | 170 km/h                            | 170 km/h                            | 200 km/h                            |
| Beschleunigung, 0–100 km/h | k. A.                               | k. A.                               | k. A.                               |
| Batterie                   | Lithium-Ionen-Akkumulator: 70,1 kWh | Lithium-Ionen-Akkumulator: 70,1 kWh | Lithium-Ionen-Akkumulator: 70,1 kWh |
| Reichweite nach NEFZ       | 510 km                              | 510 km                              | 510 km                              |